# Par de fuerzas

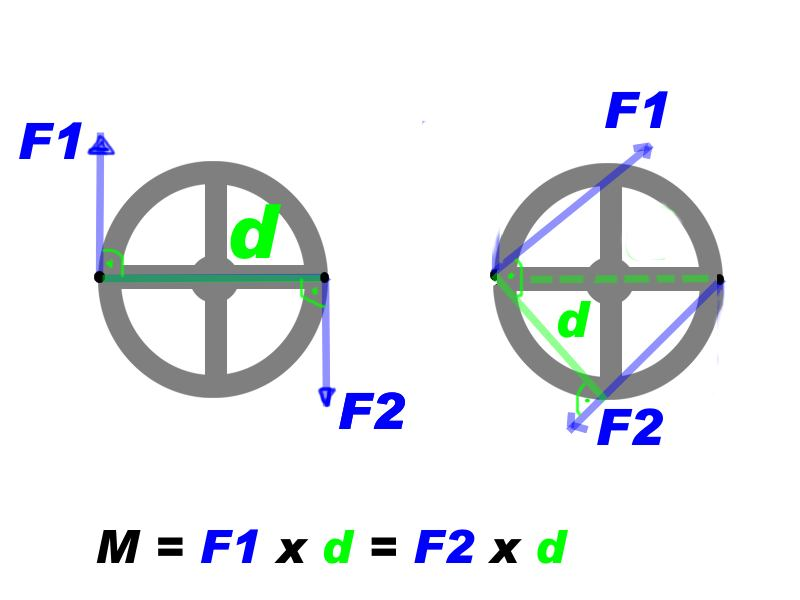
Momento de un par de fuerzas.

Par de fuerzas es un sistema formado por dos fuerzas paralelas entre sí, de la misma intensidad o módulo, pero de sentidos contrarios y que están aplicadas sobre dos puntos distintos separados por una distancia d. Cuando las fuerzas no son perpendiculares a la línea que une los dos puntos de aplicación, la distancia a considerar es la que une ambas fuerzas a lo largo de una línea perpendicular a ambas.
Al aplicar un par de fuerzas a un cuerpo se produce una rotación o una torsión. La magnitud de la rotación depende del valor de las fuerzas que forman el par y de la distancia entre ambas siguiendo una línea perpendicular, llamada brazo del par.
Un par de fuerzas queda caracterizado por su momento. El momento de un par de fuerzas, M, es una magnitud vectorial que tiene por módulo el producto de cualquiera de las fuerzas por la distancia (perpendicular) entre ellas, d. Esto es...

{\displaystyle M=F_{1}d=F_{2}d\,}

## Algunas propiedades que se pueden aplicar al par de fuerzas
- un par de fuerzas puede trasladarse paralelamente a sí mismo siguiendo la dirección de las fuerzas componentes sin que varíe el efecto que produce.
- un par de fuerzas puede desplazarse a lo largo de la recta a la que pertenece su brazo.
- Un par de fuerzas puede transformarse en otra equivalente cuando gira alrededor del punto medio de su brazo.
- Un par de fuerzas puede trasladarse a otro plano paralelo al suyo manteniendo su efecto.
- un par de fuerzas puede sustituirse por otro equivalente cuyas fuerzas componentes y brazo del par sean diferentes.

## Ejemplos comunes de pares de fuerza
- Destornillador
- Sacacorchos
- Apertura o cierre de un grifo
- Ajustador de brocas de un taladro
- Batidora manual
- Volante de un vehículo